# Kersten von Schenck
Karl Eduard Kersten von Schenck, nannte sich auch nach seiner Herkunft von Schenck-Flechtingen, (* 27. August 1868 in Flechtingen; † 22. Dezember 1924 in Wernigerode) war ein deutscher Verwaltungsbeamter.

## Leben
Kersten von Schenck entstammt der 1816 nobilitierten briefadeligen Familie von Schenck des Stammes Peucker. Seine Eltern waren Elisabeth von Treskow-Chodowo (* 1842; † 1919) und der Fideikommissherr Eduard von Schenck (* 1823; † 1897). Er selbst studierte Rechtswissenschaften an der Ruprecht-Karls-Universität Heidelberg. 1888 wurde er Mitglied des Corps Saxo-Borussia Heidelberg. Nach dem Studium trat er in den preußischen Staatsdienst ein. 1897 legte er bei der Regierung in Magdeburg das Regierungsassessor-Examen ab. Von 1904 bis 1920 war er Landrat des Landkreises Jerichow II. Anschließend wurde er Regierungsrat und lebte zuletzt als Regierungsrat a. D. in Wernigerode.
Schenck hatte zwei Geschwister, die Schwester Adelheid (* 1863; † 1954), sie war mit Joachim von Nathusius auf Hundisberg verheiratet, und den Bruder Jakob von Schenck (* 1866; † 1948). Dieser trat fast zeitgleich mit ihm 1901 als Ehrenritter in den Johanniterorden ein und wurde dort nachfolgend Rechtsritter, Mitglied der Genossenschaft der Provinz Sachsen. Sein Bruder, Erbe und somit Fideikommissherrn auf Flechtingen, verließ 1939 wieder die alte Kongregation, wegen Doppelmitgliedschaft zur NSDAP.

## Familie
Kersten von Schenck heiratete 1908 in Berlin Jenny Baronesse von Stromburg gen. Stromberg (* 1877), Tochter der Gabriele Zimmermann und des Gutsbesitzers Edgard Baron von Stromburg gen. Stromberg. Das Ehepaar von Schenck hatte die Kinder Christa (* 1908), Barward (* 1910), Elsbeth (* 1912) und Kersten-Werner (* 1914). Die Witwe Jenny lebte Ende der 1950er Jahre in Dinslaken, die Kinder mit ihren Familien u. a. in Hessen und in Bayern. Tochter Elsbeth heiratete in Kletzke mit Jürgen-Julius Wrede einen Sohn des Landrats a. D. und Bankiers Julius Wrede.